# 하이 레벨 아키텍처
하이 레벨 아키텍처(High Level Architecture, HLA) 혹은 고급 수준 구조는 분산 처리 컴퓨터 시뮬레이션 시스템을 위한 범용 아키텍처이다. HLA를 이용하면 컴퓨터 시뮬레이션이 컴퓨터 플랫폼에 상관 없이 다른 컴퓨터 시뮬레이션과 연결이 가능하다. 시뮬레이션 간의 통신은 런타임 인프라스트럭처(RTI)이 관리한다. HLA는 다양한 분야의 분석, 엔지니어링, 훈련을 돕기 위한 분산처리 시뮬레이션을 위한 정보 처리 상호 운용 표준이다.
HLA가 사용되는 분야는 다음과 같다.
- 국방
- 우주
- 항공 관제
- 에너지
- 오프쇼어
- 철도 및 자동차 산업
- 제조업
- 보건

## 같이 보기
- 컴퓨터 시뮬레이션
- 분산 컴퓨팅